# Igor Tomašić
Igor Tomašić (bugarski: Игор Томашич) (Kutina, 14. prosinca 1976.) hrvatski je umirovljeni nogometaš s bugarskim državljanstvom. Igrao je na poziciji centralnog braniča. 
Karijeru je započeo u kutinskoj Moslavini, a kasnije je igrao za Dinamo Zagreb, Rodu JC Kerkrade, MVV Maastricht, K.R.C. Genk, Hapoel Petach-Tikvu, Hapoel Beer-Shevu, Levski Sofiju, Maccabi Tel Aviv, Kavalu i Anorthosis Famagusta.
Nakon uzimanja bugarskog državljanstva 2006., prvi nastup za bugarsku nogometnu reprezentaciju imao je 15. kolovoza 2006. u prijateljskoj utakmici s Walesom u Swanseaju koja je završila 0:0. 

## Nagrade
- Osvajač bugarskog kupa 2005., 2007.
- Prvak Bugarske 2006., 2007.
- Bugarski Superkup 2005., 2007.